# 金曜プレミアム
『金曜プレミアム』（きんようプレミアム、英称:PREMIUM FRIDAY）は、フジテレビ系列 （FNS）で、2015年4月3日から2019年9月13日まで、ドラマ・映画・バラエティ番組・アニメなどを放送した単発特別番組枠（『土曜プレミアム』の兄弟単発特別番組枠）。放送番組によっては、放送時間を拡大していた。

## 概要
1984年10月開始の『金曜女のドラマスペシャル』からの流れを汲んで、2時間サスペンスドラマをメインとしながら、『金曜エンタテイメント』以後随時放送している。サスペンス以外の単発ドラマ、映画、ドキュメンタリー、バラエティ、スポーツの中継などの特別番組を「エンターテインメントを超えた、威信に満ちたスペシャル枠」と位置付けて展開していた。また『土曜プレミアム』（土曜 21:00 - 23:10）との連携を強化し、共通のテーマを取り上げる内容であったり、また『プレミアムシリーズ』の2日間連続で展開するドラマ・映画作品を放送するなどの大型企画ものも放送していた。（前身枠となる、かつての『金曜女のドラマスペシャル』や『金曜エンタテイメント』→『金曜プレステージ』→『赤と黒のゲキジョー』、『カスペ!』にも近い形式で放送。）
『金曜プレミアム』というタイトルは、前々身『金曜プレステージ』が2009年3月6日より19:57開始から21:00開始に復帰する時に改題する予定だったが、実現には至らなかったので、6年越しで改題が実現した事になった。
当番組は『金曜プレステージ』や、前身『赤と黒のゲキジョー』と『カスペ!』などの様なオープニングタイトル部が無く、冒頭で単に画面の上の隅に「金曜プレミアム」とタイトルが出るだけであった（現在放送中の『プラチナイト』・『テッペン!』、かつて放送された『ザッツ!』・『1900』と同じ）。
前身『赤と黒のゲキジョー』に比べ、サスペンスドラマは激減し、バラエティ番組が激増していた。
2017年1月6日からは、同月27日からの『ダウンタウンなう』の放送時間繰り下げに伴い、本枠は19:57 - 21:49に繰り上げた が、特番編成の関係で、臨時に枠移動前の放送時間での放送となることもあった。そしてこれに伴い、直前番組『その原因、Xにあり!』→『モノシリーのとっておき〜すんごい人がやってくる!〜』→『坂上どうぶつ王国』（一部地域は別番組に差し替え）との接続はステブレレスに変更した。なお、金曜20時台・21時台の時間帯にフジテレビが単発枠を編成するのは、2008年4月 - 2009年2月までの『金曜プレステージ』以来、約8年ぶりとなった。
2018年4月6日より、当番組の後に放送されていた『THE NEWSα Pick』が終了し、20時台のスポットニュース が廃止され、6分拡大して19:57 - 21:55の放送となった（枠拡大後初回は19:00 - 22:52の拡大放送だが、22:46に飛び降り点あり）。ただし、後拡大となる6分間はローカルセールス枠のため、フジテレビでの放送終了6分前に飛び降りる局があった。またこの改編後、本枠でスポーツ中継放送時にローカルセールス枠の設定を、通常時の終盤6分から冒頭6分に変更することがあった。
2018年10月改編で、月・火・水・土・日の20時台番組はフライングスタートを廃止して20時開始に変更したが、当番組は木曜の『奇跡体験!アンビリバボー』と共に、フライングスタートを廃止せず、引き続き19時57分開始のフライング体制を継続した。2019年4月改編において、当番組もフライングスタートを廃止して20時開始に変更することとなった。フジテレビ金曜20時台番組が20:00開始なのは『世界超密着TV!ワレワレハ地球人ダ!!』以来18年ぶりであった。なお木曜の『アンビリバボー』のみ従前通りフライングスタート継続になった。
2019年10月改編により、1984年10月開始の『金曜女のドラマスペシャル』から35年間続いた金曜2時間枠に終止符を打つこととなった。同年10月からは20:00 - 21:00 の1時間枠は日曜20:00 - 21:00から移行の『でんじろうのTHE実験』、21:00 - 21:55の1時間枠はサンドウィッチマンと麒麟の川島明による、同局のゴールデンタイムでの初MCとなるバラエティ番組『ウワサのお客さま』をレギュラー放送している。また、この枠で放送してきた単発2時間ドラマ・バラエティ等の企画は、『土曜プレミアム』枠、ドキュメンタリー企画やノンフィクションについては、既存の『土曜プレミアム』で放送されている企画を含め、新番組『日曜THEリアル!』に枠移動となった。
なお、『赤い霊柩車シリーズ』については、2020年4月3日（第38作）と2023年3月17日（最終作）に廃枠前とほぼ同じ時間の20:00 - 21:49（第38作のみ）、20:00 - 21:52で放送された。

### 放送時間の変遷
| 放送期間      | 放送期間       | 放送時間（JST）    | 放送分数 |
| ------------- | -------------- | ------------------ | -------- |
| 2015年4月3日  | 2016年12月30日 | 金曜 21:00 - 22:52 | 112分    |
| 2017年1月6日  | 2018年3月30日  | 金曜 19:57 - 21:49 | 112分    |
| 2018年4月6日  | 2019年3月15日  | 金曜 19:57 - 21:55 | 118分    |
| 2019年4月19日 | 2019年9月13日  | 金曜 20:00 - 21:55 | 115分    |

## 放送番組
※は『金曜プレステージ』→『赤と黒のゲキジョー』、『カスペ!』、『日曜ファミリア』枠から引き続き放送のシリーズ。☆は『土曜プレミアム』との連動企画。

### ドラマ・時代劇

#### シリーズ作品
- 奇跡の動物園〜旭山動物園物語〜（主演：山口智充）※
  - 新・奇跡の動物園 旭山動物園物語2015〜命のバトン〜（2015年4月10日）
- 潔癖クンの殺人ファイル（主演：坂上忍）※
  - 潔癖クンの殺人ファイル（2） 芸能界”ザ・スキャンダル”（2015年6月19日）[注 7]
- 赤い霊柩車シリーズ（原作：山村美紗 主演：片平なぎさ）※
  - 第35作「黒の審判」（2015年6月26日）
  - 第36作「惻隠の誤算」（2016年3月25日）
  - 第37作 「猫を抱いた死体」(2018年11月16日）
- 名探偵 神津恭介（原作：高木彬光 主演：片岡愛之助）※
  - 名探偵 神津恭介2〜呪縛の家〜（2015年7月10日）
- 浅見光彦シリーズ（原作：内田康夫 主演：中村俊介）※
  - 第52作 神苦楽島（2015年9月4日）
- 剣客商売（原作：池波正太郎 主演：北大路欣也）※、以前は連続ドラマ
  - 陽炎の男（2015年9月11日）
  - 手裏剣お秀（2018年12月21日）[注 8]
- 鬼平犯科帳（原作：池波正太郎 主演：中村吉右衛門）※、以前は連続ドラマ
  - 鬼平犯科帳スペシャル 浅草・御厩河岸（2015年12月18日）
  - 鬼平犯科帳FINAL 第1夜（2016年12月2日）☆
- 警部補・佐々木丈太郎（原作：西村京太郎 主演：寺脇康文）※
  - 警部補・佐々木丈太郎8（2016年2月26日）
- 外科医 鳩村周五郎（主演：船越英一郎）※
  - 外科医 鳩村周五郎14（2016年6月24日）
- 十津川捜査班（原作：西村京太郎、主演：高嶋政伸）※
  - 十津川警部 悪女（2016年7月29日）
- 女医・倉石祥子（原作：霧村悠康、主演：片平なぎさ）※
  - 女医・倉石祥子 死の内科病棟（2016年10月21日）
- 所轄刑事（原作：逢坂剛、主演：船越英一郎）
  - 所轄刑事10（2016年12月9日。船越英一郎主演100作記念作品）[注 9]
- おばさんデカ（主演：市原悦子）
  - さよなら! おばさんデカ 桜乙女の事件帖 ザ・ラスト（2017年5月12日、当初は同年3月24日に放送の予定であった。詳細は後述）※

#### 単発作品
- 私という名の変奏曲（2015年10月2日 原作：連城三紀彦 主演：天海祐希）
- アンダーウェア（2015年11月13日 - 27日 主演：桐谷美玲）※Netflixで配信されている物を編集し4週に渡って地上波放送するが、その冒頭3回を本枠で放送。4回目もこの枠で放送予定だったが、直前に変更された。
- 大奥（2016年1月22・29日  主演：沢尻エリカ）
- 松本清張スペシャル かげろう絵図（2016年4月8日 原作：松本清張 主演：米倉涼子）
- 松本清張スペシャル 一年半待て（2016年4月15日 原作：松本清張 主演：菊川怜）
- 誘拐ミステリー超傑作 法月綸太郎 一の悲劇（2016年9月23日 原作：法月綸太郎 主演：長谷川博己）
- 本当にあった女の人生ドラマ（2016年11月18日）主演：中山忍、櫻井淳子、佐藤江梨子、新山千春、三倉茉奈 MC：片平なぎさ、松嶋尚美、若槻千夏）※オムニバスドラマとMCによるフリートークの混合構成[3]
- 判事失格!?弁護士夏目連太郎の逆転捜査（2017年3月24日 主演：渡瀬恒彦）※当初は『さよなら!おばさんデカ 桜乙女の事件帖 ザ・ラスト』を放送予定だったが、主演を務めた渡瀬恒彦の訃報を受けて急遽編成[4][注 10]。
- 新・京都殺人案内（2018年2月9日 原作：和久峻三 主演：橋爪功）
- 芸能生活35周年記念特別企画ドラマ 船越英一郎殺人事件（2018年8月24日 主演：船越英一郎）[5][6]

### ドキュメンタリー
- 連続企業爆破テロ 40年目の真実 〜極秘資料が明かす警察と爆弾犯の攻防260日〜（2015年5月22日放送）
- 池上彰スペシャル・池上彰緊急スペシャル（司会：池上彰）
  - 池上彰緊急スペシャル 2015春（2015年6月5日）
  - 池上彰緊急スペシャル（2016年2月12日 19:57 - 22:52、63分拡大版）
  - 池上彰スペシャル 世界と闘う日本（2016年6月3日）
  - 池上彰緊急スペシャル（2016年12月16日 19:57 - 22:52、63分拡大版）
  - 池上彰緊急スペシャル せまる北朝鮮の脅威!どう守る日本!?日本人が知らない自衛隊の秘密（2017年8月4日 19:00 - 21:49、57分拡大版）
  - 池上彰緊急スペシャル 徹底解説!!オレオレ詐欺&仮想通貨〜あなたの生活を揺るがした身近な危険SP（2018年5月18日）[注 11]
  - 池上彰スペシャル 池上彰×子供×ニュース 痛快ギモン!大人も納得SP（2018年9月7日）[注 12]
  - 池上彰スペシャル 世界が映した日本の100年（2019年1月18日）
  - 池上彰スペシャル 大災害!私たちを救う警察・消防・自衛隊の実力（2019年2月22日）
  - 池上彰スペシャル 徹底解説!令和ニッポンを変える国民的三大イベント（2019年4月19日）[注 13]
  - 池上彰スペシャル みんなダマされている!?悪質フェイクニュース 嘘とホントの見分け方（2019年6月7日）
- 最強FBI捜査官が挑む!日本未解決事件ファイル（2015年6月12日、2016年10月14日）
- 中村屋スペシャルシリーズ（ナレーター：武田祐子〈当時フジテレビアナウンサー[注 14]〉）
  - 密着!中村屋ファミリー大奮闘2016 〜勘三郎との約束&七緒八4歳・哲之2歳も大暴れSP〜（2016年2月5日）
  - 祝! 中村屋ファミリー独占密着! 5歳と3歳の兄弟襲名 泣いて笑って稽古して…初舞台SP（2017年2月3日、三代目中村勘太郎および二代目中村長三郎襲名記念）
  - 独占密着!中村屋ファミリー 勘九郎 父との約束&4歳と6歳の猛稽古 泣いて笑って300日（2017年12月22日 21:00 - 22:52）
  - 密着!中村屋ファミリー 勘九郎・七之助に世界が喝采&7歳5歳涙の猛稽古（2018年11月9日）
- 消防隊だけが撮った0311 彼らは"命の砦"となった（2016年3月4日、ナレーター：大杉漣）
- 追跡! 平成女の大事件（2016年11月4日、2017年6月9日）
- 逮捕の瞬間!密着24時シリーズ
  - 逮捕の瞬間!警察24時 歳末特別編（2016年12月30日）[注 15]
  - 逮捕の瞬間!警察24時（2017年4月7日 19:00 - 21:49、2時間49分の拡大版）
  - 逮捕の瞬間!警察24時（2018年4月13日 19:00 - 21:55、2時間55分の拡大版）
- 実録! 嘘と涙と男と女・波乱の人生〜頂上リサーチ（2017年1月20日、司会：的場浩司、比嘉愛未）[注 16]。
- 福原愛・私たちが見続けた四半世紀〜完結編（2017年2月10日、ナレーター：高橋克実、武田祐子〈当時フジテレビアナウンサー[注 14]〉、大村晟〈フジテレビアナウンサー〉）
- キビシー!（2017年3月3日、2017年8月25日、2018年2月16日 司会：加藤浩次、西山喜久恵〈フジテレビアナウンサー〉）
- 日本最強漁師! 世界の海で頂上決戦!（2017年4月28日、21:00 - 22:52[注 17]、ナレーター：林田尚親）
- 日本のお掃除軍団が行く! 世界ゴミ屋敷バスターズ（2017年5月19日、2018年4月20日、出演：飯尾和樹、小島瑠璃子、小籔千豊、鈴木奈々、遼河はるひ）
- 実録!金の事件簿シリーズ（出演：坂上忍）[注 18]
  - 実録!金の事件簿2〜こんな奴らは許さない（2017年7月21日）
  - 実録!金の事件簿3〜こんな奴らは許さない（2017年12月8日 21:00 - 22:52）[注 19]
  - 実録!金の事件簿（2018年6月29日 19:00 - 21:55）
  - 実録!金の事件簿（2018年10月5日 19:00 - 21:55）
  - 実録!金の事件簿（2019年2月1日）
- 衝撃の死から20年 追跡!悲劇のプリンセス・ダイアナ最後の1日〜20年目の疑惑、愛と悲しみの日々に迫る（2017年9月1日、出演：滝川クリステル）
- 激撮! 世界のアブナイ現場24時 緊急事態潜入スペシャル（2017年10月6日 19:00 - 21:49、2時間49分の拡大版）
- オンナの分岐点（2017年11月17日）
- ザ・ノンフィクションSP 人殺しの息子と呼ばれて…（2017年12月22日 21:00 - 22:52 日曜昼枠でレギュラー放送時代の拡大版）
- 緊急捜査!トラブルSOS〜最凶サギ師vs熱血弁護士徹底追跡SP〜（2018年3月2日、2018年12月7日。前者は19:00 - 21:49、2時間49分の拡大版）
- 妻は怒ってます!（2018年6月8日、2019年5月24日 司会：加藤浩次）
- お客様は知っている（2018年7月13日 19:00 - 21:55、2時間55分の拡大版）
- モメごとシリーズ（司会：小籔千豊）
  - お金のモメごと解決します（2018年7月20日）
  - 大人のモメごと解決します（2019年8月16日）
- 実録ドクターヘリ救急救命 -命の最前線-（2018年7月27日 19:00 - 21:55、2時間55分の拡大版）
- 出川哲朗の病院の歩き方（2018年8月3日 19:00 - 21:55、2時間55分の拡大版、2019年3月8日。司会：出川哲朗、大橋未歩）[7][8]
- ゲキタイレンジャー2〜凶暴害獣vs職人の技〜（2018年8月10日 司会：オードリー、指原莉乃）
- くらべるマネー（2018年8月17日）[注 20][注 21]
- 妻は怒っています!（2018年11月23日 司会：加藤浩次）
- 再会〜生き別れた家族に会いたい〜（2019年1月25日 出演：大和田伸也、榊原郁恵、矢田亜希子 ナレーター：あおい洋一郎）
- 今夜解禁!開かずの扉!〜超カギ開け師が眠れるお宝発掘SP〜（2019年5月3日。出演：尾木直樹、ビビる大木）
- 今日、刑務所を出ます。（2019年8月2日）

### 報道・情報
- 緊急スペシャル 教祖麻原ら7人死刑執行 日本が震えたオウム事件の〝真実〟（2018年7月6日 出演者：安藤優子、伊藤利尋(フジテレビアナウンサー)、須田哲夫）
- 今夜発表!4時間生放送 平成エンタメニュースの主役100人"ムチャ"なお願いしちゃいましたSP（2019年3月29日 19:00 - 22:52、3時間52分の拡大版 キャスター：明石家さんま、三宅正治(フジテレビアナウンサー)、永島優美(フジテレビアナウンサー)。フジテレビ開局60周年記念および『めざましテレビ』開始25周年記念番組）

### バラエティ・音楽
- 気まずい2人が久しぶりに会ってみました（2015年5月15日 司会：雨上がり決死隊、林修）
- バナナマンの独占密着!スターの決断!〜決断は金曜日!スペシャル〜（2015年5月29日 司会：バナナマン）[注 22]
- 歌がうまい王座決定戦スペシャル（司会：ヒロミ、小島瑠璃子）
  - 今夜復活!! 歌がうまい王座決定戦スペシャル（2015年7月17日）
  - 歌がうまい王座決定戦スペシャル（2016年5月20日）[注 23]
- アマゾネスアイランド（2015年8月14日 ナレーター：山里亮太）
- 超リアル宝探しTV! KAIDOKU王（2015年8月21日 ナレーター：大場真人、モンキー・D・ルフィの声：田中真弓、トニートニー・チョッパーの声：大谷育江、サボの声：古谷徹）[注 24]
- アカペラ日本一決定戦 ハモネプリーグ（2015年9月18日、2019年6月28日 司会：ネプチューン）[注 25]
- さんまのまんま（関西テレビ制作 司会：明石家さんま）
  - さんまのまんま 30周年秋スペシャル（2015年9月25日）
  - さんまのまんま 秋の夜長に旬なあの人たちが勢揃いSP（2016年10月7日）[注 26]
  - さんまのまんま 初夏に大笑いしましょかスペシャル（2017年6月23日）
  - さんまのまんま 春SP（2018年4月27日[注 27]）
  - さんまのまんま 秋SP（2018年10月26日）
  - さんまのまんま 35年目突入SP（2019年5月31日）
  - さんまのまんま 秋SP（2019年9月13日。最終回）
- 奇跡のチカラの謎を解け!世界超常能力TV（2015年10月9日・2016年5月27日 司会：中山秀征、三上真奈〈フジテレビアナウンサー〉）
- キテレツ人生!なんでこうなった!?（2015年10月16日・2016年4月29日・2017年1月27日・2017年6月16日・2017年11月3日 司会：山﨑夕貴〈フジテレビアナウンサー〉）[注 28]
- 爆笑そっくりものまね紅白歌合戦スペシャル（司会：今田耕司、東野幸治、山﨑夕貴〈フジテレビアナウンサー〉、永島優美〈フジテレビアナウンサー〉）
  - 爆笑そっくりものまね紅白歌合戦スペシャル（2015年10月23日 19:57 - 22:52、2時間55分の拡大版）
  - 爆笑そっくりものまね紅白歌合戦スペシャル（2016年5月6日 19:57 - 22:52、2時間55分の拡大版）
  - 爆笑そっくりものまね紅白歌合戦スペシャル（2016年9月2日 19:00 - 22:52、3時間52分の拡大版）
  - 爆笑そっくりものまね紅白歌合戦スペシャル（2017年1月6日 19:00 - 22:52、3時間52分の拡大版）
  - 爆笑そっくりものまね紅白歌合戦スペシャル（2017年6月2日 19:00 - 22:52、3時間52分の拡大版）
  - 爆笑そっくりものまね紅白歌合戦スペシャル（2017年9月8日 19:00 - 22:52、3時間52分の拡大版）
  - 爆笑そっくりものまね紅白歌合戦スペシャル（2018年5月11日 19:00 - 21:55、2時間55分の拡大版）
  - 爆笑そっくりものまね紅白歌合戦スペシャル（2018年9月21日 19:00 - 21:55、2時間55分の拡大版）
  - 爆笑そっくりものまね紅白歌合戦スペシャル（2019年5月17日 19:00 - 21:55、2時間55分の拡大版）
  - 爆笑そっくりものまね紅白歌合戦スペシャル（2019年9月6日 19:00 - 21:55、2時間55分の拡大版）
- 芸能界特技王決定戦 TEPPEN（司会：ネプチューン）
  - TEPPEN2015・秋（2015年10月30日）
  - TEPPEN2016（2016年1月15日）
  - TEPPEN2016・秋（2016年9月16日）
  - TEPPEN2017（2017年1月13日 21:00 - 23:22、2時間22分の拡大版）
  - TEPPEN2017・秋（2017年9月22日 19:00 - 21:49、2時間49分の拡大版）
  - TEPPEN2018（2018年1月12日 19:00 - 21:49、2時間49分の拡大版）
  - TEPPEN2018・秋（2018年9月28日 19:00 - 21:55、2時間55分の拡大版）
  - TEPPEN2019（2019年1月11日 19:00 - 21:55、2時間55分の拡大版）
  - TEPPEN2019（2019年8月9日 19:00 - 21:55、2時間55分の拡大版）[注 29]
- 爆買いJAPAN（2015年11月6日 司会：井ノ原快彦、ナレーター：立木文彦）
- ものまね王座決定戦（司会：今田耕司、東野幸治、西山喜久恵〈フジテレビアナウンサー〉、山﨑夕貴〈フジテレビアナウンサー〉）
  - 日本一のものまね王者が今夜決定! ものまね王座決定戦 年に一度の超真剣トーナメントスペシャル（2015年12月11日 19:00 - 22:52、3時間52分の拡大版）
  - 日本一のものまね王者が今夜決定! ものまね王座決定戦 年に一度の鉄板ネタガチンコバトルスペシャル（2016年11月25日 19:00 - 22:52、3時間52分の拡大版）
  - 日本一のものまね王者が今夜決定! ものまね王座決定戦 年に一度の鉄板ネタガチンコバトルスペシャル（2017年11月24日 19:00 - 22:52、3時間52分の拡大版）
  - 日本一のものまね王者が今夜決定! ものまね王座決定戦 年に一度の鉄板ネタガチンコバトルスペシャル（2018年11月30日 19:00 - 22:52、3時間52分の拡大版）
- イケてる男と聞きたい女〜聖なる夜に女の疑問解消SP（2015年12月25日 司会：おぎやはぎ、単発特番時代に放送。翌2016年4月 - 8月には金曜19時枠でレギュラー放送された）[注 30]
- 感動サプライズ&爆笑いたずら!世界のドッキリ映像35連発（2016年5月13日 出演者：榊原郁恵、宇梶剛士、岡田圭右、岸明日香、寺田心）
- とっておきランキング（2016年6月17日 司会：加藤浩次）
- さまぁ〜ずの神ギ問（司会：さまぁ〜ず、進行：宮司愛海〈フジテレビアナウンサー〉）[注 31]
  - さまぁ〜ずの神ギ問SP（2016年7月8日 金曜深夜枠でレギュラー放送時代の拡大版）
  - さまぁ〜ずの神ギ問 そもそも神ってる2時間SP（2017年2月24日 日曜昼枠でレギュラー放送時代の拡大版）
- 訂正させてください〜人生を狂わせたスキャンダル〜（2016年9月9日、2017年3月31日、2017年6月30日、2019年3月15日、司会：加藤浩次、助手・進行：バカリズム、見届け人：坂上忍（第1回）、ヒロミ（2回目以降））
- 笑わせたもん勝ちトーナメント KYO-ICHI（2016年11月11日 21:30 - 23:22[注 32] 司会：おぎやはぎ、松岡茉優）[注 33]
- 爆笑もしものワンニャン生活〜芸能人がペットを飼ったらこうなった〜（2017年3月17日 司会：佐野瑞樹〈フジテレビアナウンサー〉、宮司愛海〈フジテレビアナウンサー〉）
- さんまのお笑い向上委員会（司会：明石家さんま 土曜深夜枠でレギュラー放送中の拡大版）
  - さんまの番組向上委員会（2017年4月14日 19:00 - 21:49、2時間49分の拡大版 本枠初の改編期番組対抗特番）
- 映っちゃった映像GP（2017年4月21日・2017年11月10日 司会：ヒロミ）
- アッと! ホームビデオ（2017年5月26日　司会：加藤浩次、永島優美〈フジテレビアナウンサー〉）
- 聞いてた話と違います!（2017年7月7日 司会：三田友梨佳〈フジテレビアナウンサー〉、ナレーター：銀河万丈）
- 梅沢富美男のズバッと聞きます!（2017年7月28日、2017年12月1日 司会：梅沢富美男）[注 34]
- 全部揃えてみます。〜ちょっと自慢できる雑学テレビ〜（2017年9月15日 出演：博多大吉、山里亮太、西野七瀬、高橋英樹、テリー伊藤、井森美幸、横澤夏子、堤礼実〈フジテレビアナウンサー〉、ナレーター：銀河万丈）
- ヘンないきもの2017（2017年10月13日 19:00 - 20:54[注 35]、1時間54分の拡大版）
- ニッポングルメ番付（2017年10月20日 21:35 - 23:27[注 36]）
- 坂上忍と大激論! ニッポンの危機（2017年10月27日 司会：坂上忍）
- 超ド級!世界のありえない映像大賞（司会：宮迫博之）
  - 超ド級!世界のありえない映像大賞（2018年1月5日 19:00 - 21:54 2時間54分の拡大版）
  - 超ド級!世界のありえない映像大賞（2019年1月4日 18:30 - 23:22 4時間52分の拡大版）
  - 超ド級!世界のありえない映像大賞（2019年4月5日 19:00 - 22:52 3時間52分の拡大版）
- 世界!極タウンに住んでみる（2018年1月19日 出演：立川志らく、濱口優、山村紅葉）[注 37]
- でんじろうVS世界の科学者! 実験トリックを全て解き明かすぞ3時間SP（2018年2月2日 19:00 - 21:49 2時間49分の拡大版 司会：米村でんじろう、新井恵理那）[注 38]
- 密着!なぜソッチの人生選んだの?（2018年3月9日 司会：サンドウィッチマン、進行：佐々木恭子〈フジテレビアナウンサー〉）
- 政治の面白いトコロ集めました。加藤浩次vs政治家（2018年3月23日 19:00 - 21:49、2時間49分の拡大版 司会：加藤浩次）
- さんまの東大方程式（2018年3月30日 19:00 - 21:49、2時間49分の拡大版 司会：明石家さんま、アシスタント：高島彩）[注 39]
- 芸能人が本気で考えた!ドッキリさせちゃうぞGP（2018年4月6日 19:00 - 22:52、3時間52分の拡大版 司会：東野幸治、ウエンツ瑛士）[注 40]
- ウンナン出川バカリの超!休み方改革（2018年5月4日 出演：ウッチャンナンチャン、出川哲朗、バカリズム、日村勇紀、中岡創一、高橋茂雄、いとうあさこ、久代萌美〈フジテレビアナウンサー〉）
- 世界の21世紀職人（2018年6月22日 司会：内村光良、加藤綾子）
- クイズ・ドレミファドン!（2018年8月31日、2019年7月5日 19:00 - 21:55、2時間55分の拡大版 司会：中山秀征） - 2019年7月5日放送分ではクイズの最中、レギュラー放送時代の司会者で同年に死去した高島忠夫のお悔やみテロップが流された[9]。
- ドSトレーニング（2019年3月1日 司会：古舘伊知郎、山里亮太）
- ウワサのお客さま（2019年4月26日）[注 41]
- IQサプリ 令和も超スッキリスペシャル（2019年6月14日 20:00 - 21:49、6分短縮版（フルネット局のみ[注 42]）　サプリマスター：伊東四朗、秘書：久慈暁子〈フジテレビアナウンサー〉、主任：今田耕司[注 43]。ただし北海道文化放送と関西テレビはプロ野球中継のため、それぞれ2日後の6月16日に振替放送）
- 〜痩せた分だけ金になる〜ドリームダイエット（2019年6月21日 司会：千鳥）
- 各局お天気キャスター大集合!この夏の異常気象の真実!（2019年8月30日。21:10 - 23:02[注 44]。司会：加藤浩次、三上真奈〈フジテレビアナウンサー〉。ゲスト：池田美優、カンニング竹山、矢田亜希子、森田正光ほか在京キー局の気象予報士）

### スポーツ
スポーツ番組は番組開始から2016年4月2日までは『SPORT』、2016年4月3日から2018年4月1日未明までは『HERO'S』同日早朝以降は『S-PARK』レーベルとして放送。
- プロボクシング ダイヤモンドグローブスペシャル（2015年5月1日、2019年7月5日）
- ジャンクSPORTSスペシャル（2015年7月31日）
- 四大陸フィギュアスケート選手権2016 男子シングル・ショートプログラム（2016年2月19日）☆
- Rio to Tokyo2020メダリスト大集合!オリンピック祭（2016年8月26日。リオデジャネイロオリンピック終了後、2020年東京オリンピックを目指す選手が「2020年の誓い」を新たにする。司会：滝川クリステル、伊藤利尋〈フジテレビアナウンサー〉。特別ゲスト：小池百合子東京都知事）
- 四大陸フィギュアスケート選手権2017 男子ショートプログラム（2017年2月17日、19:57 - 22:09、2時間12分の拡大版）☆
- 四大陸フィギュアスケート選手権2018 女子フリー（2018年1月26日）
- 2018年平昌オリンピック フィギュアスケート 女子ハイライト（2018年2月23日 19:00 - 21:49、2時間49分の拡大版）
- FUJI BOXING（2018年5月25日）[注 45]
- 四大陸フィギュアスケート選手権2019 女子・男子ショートプログラム（2019年2月8日）
- 世界フィギュアスケート選手権2019 女子フリー（2019年3月22日。18:30 - 21:55、3時間25分の拡大版）

### 映画
一部作品を除き、解説ナレーターはバッキー木場が担当。
- LIAR GAME ザ・ファイナルステージ（2015年4月3日）[注 46]
- パイレーツ・オブ・カリビアン/生命の泉（2015年7月24日）
- ジュラシック・パーク（2015年8月7日）
- テッド 大人になるまで待てない! バージョン（2015年8月28日。インタビューゲスト：有吉弘行）
- 土竜の唄 潜入捜査官 REIJI（2016年1月8日、2016年12月23日）[注 47]
- 映画 暗殺教室（2016年3月18日）
- エイプリルフールズ（2016年4月1日）
- ゼロ・グラビティ（2016年6月10日。インタビューゲスト：斎藤工、インタビュアー：笠井信輔〈当時フジテレビアナウンサー〉）
- アリス・イン・ワンダーランド （2016年7月1日）
- BRAVE HEARTS 海猿（2016年8月5日）
- ターミネーター4（2016年9月30日）
- ダ・ヴィンチ・コード（2016年10月28日。インタビューゲスト：トム・ハンクス、ロン・ハワード）☆

### アニメ
- ドラゴンボールシリーズ（同シリーズは、かつては『元祖』『Z』『GT』が水曜 19:00 - 19:30枠で、『改』『超』が日曜 9:00 - 9:30枠でレギュラー放送されていた）
  - ドラゴンボールZ 神と神（2015年4月17日）
- 塔の上のラプンツェル（2015年4月24日）
- トイ・ストーリー3（2015年7月3日）
- モンスターズ・インク（2016年3月11日）☆[注 48]
- シュガー・ラッシュ（2016年4月22日）
- ファインディング・ニモ（2016年7月15日）
- ONE PIECE（かつては水曜 19:00 - 19:30枠→日曜 19:30 - 19:58枠→日曜 19:00 - 19:28枠でレギュラー放送されていた。現在は日曜 9:30 - 10:00枠でレギュラー放送されている）[注 49]
  - ONE PIECE FILM Z（2016年7月22日）[注 50]
  - ONE PIECE FILM STRONG WORLD（2016年8月12日）
- カーズ（2017年7月14日 19:57 - 22:19、2時間22分の拡大版、ナビゲーター：横山だいすけ）[注 51]
- ミニオンズ（2017年8月11日 ゲスト：笑福亭鶴瓶）
- モンスターズ・ユニバーシティ（2018年3月16日 19:57 - 21:54、1時間57分の拡大版）
- ライオン・キング（2019年7月19日 21:00 - 22:52、1時間繰り下げて3分縮小）[注 52]
- ペット（2019年7月26日、解説ナレーター：中尾隆聖）[注 53]

## 放送され、のちにレギュラー昇格となった番組
- さんまのお笑い向上委員会
- 世界!極タウンに住んでみる
- 芸能人が本気で考えた!ドッキリGP
- ウワサのお客様

## 番組主題歌（ドラマ放送時のみ）
サスペンスドラマでのエンディングテーマは『金曜プレステージ』・『赤と黒のゲキジョー』から引き続き菅原紗由理「いつの日も」である。

## ネット局
- 2018年4月6日から、番組終盤の21:49 - 21:55はローカルセールス枠のため、フジテレビ以外の通常時全編フルバージョンの局でも臨時に21:49で飛び降り[注 56] する一方、通常時21:49飛び降りの局でも臨時に全編フルバージョンで放送する場合があった。また、通常時21:49飛び降りのネット局のうち、関西テレビは『さんまのまんま』スペシャルを放送する場合に限り、同番組の制作局である事から臨時に全編フルバージョンで放送していた（この措置は2022年現在においても適用されている）。
- 20・21時台（19:57開始→20:00開始）に枠移動後、19:00からの3時間スペシャル（または19:00開始の4時間スペシャル）放送時は上記の飛び降り時刻を臨時に変更すると同時に、19時台は同該時間帯の番組『坂上どうぶつ王国』と同様にローカルセールス枠のため、通常編成で19:57から飛び乗る局はフジテレビからの裏送りで2時間（または3時間）の短縮版を放送することがあった（飛び降り局も通常通り）。
- 当枠の次番組がスポーツ中継などイレギュラーな編成の都合により、飛び降り点は設けられず全ネット局が全編フルバージョンでの放送となる場合があった。
- 枠移動前は21:00開始だったため系列局のプロ野球中継の差し替えの影響[注 57] を受けることはなかったが、枠移動後は19:57開始→20:00開始のため、一部系列局では自社制作のプロ野球中継への差し替えの影響を受けるようになり、当該回は他日振替で放送するが[注 58]、振替先が金曜ではない場合であっても、枠名は原則改題することなく「金曜プレミアム」としてそのまま放送していた。
- クロスネット局のテレビ宮崎（UMK）は基本的にスポーツ中継企画を当日深夜の『NEWS ZERO』終了後（翌0:30以降）に、「土曜プレミアム」と二夜連続で放送する企画をストーリー調整の観点で翌日の午後にそれぞれ時差ネットする他は原則非ネットとなっていた。

| 放送対象地域   | 放送局                    | 系列                          | 放送時間           | ネット状況                        |
| -------------- | ------------------------- | ----------------------------- | ------------------ | --------------------------------- |
| 関東広域圏     | フジテレビ（CX）          | フジテレビ系列                | 金曜 20:00 - 21:55 | 製作局                            |
| 岩手県         | 岩手めんこいテレビ（mit） | フジテレビ系列                | 金曜 20:00 - 21:55 | 同時ネット （全編フルバージョン） |
| 秋田県         | 秋田テレビ（AKT）         | フジテレビ系列                | 金曜 20:00 - 21:55 | 同時ネット （全編フルバージョン） |
| 島根県・鳥取県 | 山陰中央テレビ（TSK）     | フジテレビ系列                | 金曜 20:00 - 21:55 | 同時ネット （全編フルバージョン） |
| 岡山県・香川県 | 岡山放送（OHK）           | フジテレビ系列                | 金曜 20:00 - 21:55 | 同時ネット （全編フルバージョン） |
| 広島県         | テレビ新広島（tss）       | フジテレビ系列                | 金曜 20:00 - 21:55 | 同時ネット （全編フルバージョン） |
| 熊本県         | テレビくまもと（TKU）     | フジテレビ系列                | 金曜 20:00 - 21:55 | 同時ネット （全編フルバージョン） |
| 鹿児島県       | 鹿児島テレビ（KTS）       | フジテレビ系列                | 金曜 20:00 - 21:55 | 同時ネット （全編フルバージョン） |
| 北海道         | 北海道文化放送（uhb）     | フジテレビ系列                | 金曜 20:00 - 21:49 | 同時ネット （21:49飛び降り）      |
| 宮城県         | 仙台放送（OX）            | フジテレビ系列                | 金曜 20:00 - 21:49 | 同時ネット （21:49飛び降り）      |
| 山形県         | さくらんぼテレビ（SAY）   | フジテレビ系列                | 金曜 20:00 - 21:49 | 同時ネット （21:49飛び降り）      |
| 福島県         | 福島テレビ（FTV）         | フジテレビ系列                | 金曜 20:00 - 21:49 | 同時ネット （21:49飛び降り）      |
| 新潟県         | 新潟総合テレビ（NST）     | フジテレビ系列                | 金曜 20:00 - 21:49 | 同時ネット （21:49飛び降り）      |
| 長野県         | 長野放送（NBS）           | フジテレビ系列                | 金曜 20:00 - 21:49 | 同時ネット （21:49飛び降り）      |
| 静岡県         | テレビ静岡（SUT）         | フジテレビ系列                | 金曜 20:00 - 21:49 | 同時ネット （21:49飛び降り）      |
| 富山県         | 富山テレビ（BBT）         | フジテレビ系列                | 金曜 20:00 - 21:49 | 同時ネット （21:49飛び降り）      |
| 石川県         | 石川テレビ（ITC）         | フジテレビ系列                | 金曜 20:00 - 21:49 | 同時ネット （21:49飛び降り）      |
| 福井県         | 福井テレビ（FTB）         | フジテレビ系列                | 金曜 20:00 - 21:49 | 同時ネット （21:49飛び降り）      |
| 中京広域圏     | 東海テレビ（THK）         | フジテレビ系列                | 金曜 20:00 - 21:49 | 同時ネット （21:49飛び降り）      |
| 近畿広域圏     | 関西テレビ（KTV）         | フジテレビ系列                | 金曜 20:00 - 21:49 | 同時ネット （21:49飛び降り）      |
| 愛媛県         | テレビ愛媛（EBC）         | フジテレビ系列                | 金曜 20:00 - 21:49 | 同時ネット （21:49飛び降り）      |
| 高知県         | 高知さんさんテレビ（KSS） | フジテレビ系列                | 金曜 20:00 - 21:49 | 同時ネット （21:49飛び降り）      |
| 福岡県         | テレビ西日本（TNC）       | フジテレビ系列                | 金曜 20:00 - 21:49 | 同時ネット （21:49飛び降り）      |
| 佐賀県         | サガテレビ（STS）         | フジテレビ系列                | 金曜 20:00 - 21:49 | 同時ネット （21:49飛び降り）      |
| 長崎県         | テレビ長崎（KTN）         | フジテレビ系列                | 金曜 20:00 - 21:49 | 同時ネット （21:49飛び降り）      |
| 大分県         | テレビ大分（TOS）         | 日本テレビ系列 フジテレビ系列 | 金曜 20:00 - 21:49 | 同時ネット （21:49飛び降り）      |
| 沖縄県         | 沖縄テレビ（OTV）         | フジテレビ系列                | 金曜 20:00 - 21:49 | 同時ネット （21:49飛び降り）      |